# Thysanomitrion crateris
Thysanomitrion crateris là một loài Rêu trong họ Dicranaceae. Loài này được (Besch.) Broth. miêu tả khoa học đầu tiên năm 1915.